# Леон де Уануко
Леон де Уануко (на испански: León de Huánuco) е перуански професионален футболен отбор от Уануко, Уануко. Основан е на 29 юни 1946 г. През 2015 г. играе в перуанската Примера Дивисион, но завършва на 17-о място и изпада във втора дивизия. Двукратен носител на Копа Перу и има едно второ място в Примера Дивисион.

## История
Отборът е основан на 29 юни 1946 г. в местен колеж с цел да популяризира спорта сред учениците и учителите му, но с годините се превръща в най-големия и най-успешния тим в Уануко. През 1972 г., със състав само от играчи от региона, Леон де Уануко достига финалната фаза на Копа Перу и въпреки че остава на второ място след Атлетико Грау, получава право на участие в професионалната Примера Дивисион. През 1979 г. изпада, но следващата година печели Копа Перу без загубен мач във финалната фаза и отново влиза в Примера Дивисион, а през 1981 г. записва най-доброто си представяне в елита до този момент, завършвайки на пето място. Играе в първа дивизия до 1983 г. и после през 1985 и 1986 г., преди да се задържи по-продължително време там между 1988 и 1995 г. През 1994 г. Леон де Уануко подобрява най-доброто си класиране, завършвайки на четвърто място. Въпреки че в началото на 90-те години отборът се радва на солидна финансова подкрепа, през 1995 г. попада във финансова дупка и изпада от Примера Дивисион. Оттогава до края на първото десетилетие на 21 век тимът се подвизава в регионалните първенства и Копа Перу и въпреки че става шест пъти шампион на регион Уануко, в турнира за Копа Перу стигя максимум до полуфинал. През 2009 г. отборът е пълен с играчи с опит в първа и втора дивизия и е считан за фаворит за спечелването на Копа Перу. Очакванията се оправдават и след общ резултат 1:1 и гол на чужд терен срещу Текнологико де Пукалпа печели втората си Копа Перу и промоция за Примера Дивисион. Още през следващия сезон, 15 години след последното си участие в елитната дивизия, Леон записва най-доброто класиране в цялата си история. След 30 мача в първата фаза на първенството отборът е на второ място, а във втората фаза след още 14 мача в групата на класираните на честно място тимове заема първото място. В третата фаза се изправя в два мача за определяне на шампиона срещу първия в групата на класираните на нечетно място отбори Универсидад де Сан Мартин и след като в първия мач допуска изравняване в добавеното време, губи втория с 2:1 и става вицешампион. Любопитен момент от финала е червеният картон в първия мач на един от основните играчи на Леон и един от най-добрите в първенството през този сезон Густаво Родас, който преди реванша е отменен от дисциплинарната комисия на АДПФ, но въпреки това треньорът Франко Наваро обявява, че няма да разчита на Родас на реванша, заради което получава наградата за феърплей на годината. Така се класира и за първото си участие в международен турнир - Копа Либертадорес 2011, където обаче остава на последно място в своята група след победа над боливийския Ориенте Петролеро, равенства срещу бразилския Гремио и колумбийския Хуниор и по една загуба срещу трите отбора. През 2011 и 2014 г. завършва съответно пети и седми, като по този начин се класира за Копа Судамерикана, но и двата пъти отпада още в първия кръг. През 2015 г. завършва на предпоследно място в първенството и изпада във втора дивизия.

## Футболисти

### Известни бивши футболисти
- Алехандро Лусес
- Луис Алберто Переа
- Раул Горити
- Фернандо Куеяр
- Хулио Мелендес

## Успехи
- Примера Дивисион:
  - Вицешампион (1): 2010
- Копа Перу:
  - Носител (2): 1980, 2009
  - Финалист (1): 1972
- Лига Департаментал де Уануко:
  - Шампион (11): 1966, 1967, 1968, 1969, 1970, 2000, 2001, 2002, 2003, 2006, 2007
- Лига Провинсиал де Уануко:
  - Шампион (3): 1966, 2002, 2003

## Рекорди
- Най-голяма победа:
  - в Примера Дивисион: 7:1 срещу Унион Комерсио, 22 юли 2012 г.
- Най-голяма загуба:
  - в Примера Дивисион: 6:0 срещу Университарио де Депортес, 28 април 1973 г.; Мелгар, 11 ноември 1973 г.; Алианса Лима, 6 август 1978 г.; Колехио Насионал Икитос, 14 август 1983 г. и Депортиво СИПЕСА, 12 април 1995 г.